# Golden Sun: L'alba oscura
Golden Sun: L'alba oscura, noto in Giappone come Ōgon no Taiyō Shikkokunaru Yoake (黄金の太陽：漆黒なる夜明け?) è un videogioco RPG sviluppato dalla Camelot Software Planning per Nintendo DS, annunciato all'Electronic Entertainment Expo a Los Angeles il 2 giugno 2009. È il terzo episodio della serie Golden Sun, seguito di Golden Sun (2001) e Golden Sun: L'era perduta (2003), viene annunciato dopo oltre sette anni dall'uscita del primo videogioco.
Il primo trailer del gioco fu mostrato all'E3 nel 2009 e la sua data di uscita prevista per il 2010: a giugno 2010, allo stesso evento, è stato mostrato un altro trailer che svela ulteriori particolari sulla trama e sui personaggi.
Il nuovo capitolo della saga è uscito in Giappone il 28 ottobre 2010, in America il 29 novembre 2010 e in Europa il 10 dicembre 2010.

## Trama
Il gioco si svolge 30 anni dopo Golden Sun: L'era perduta, alla fine del quale i protagonisti riuscirono a liberare l'Alchimia affinché salvasse il mondo dalla distruzione: durante gli anni, il potere del Sole d'Oro ha cambiato i continenti, formando nuove terre e facendo nascere nuove specie di esseri viventi. Tuttavia, appaiono improvvisamente dei Vortici magici che risucchiano il potere psinergico sia della terra che degli Adepti (coloro che hanno il potere della psinergia): secondo alcune profezie, il manifestarsi di questi vortici altro non precede che l'avvento della Luna del Pianto, un gigantesco vortice che potrebbe far precipitare nuovamente il mondo nel caos.
La storia inizia quando Isaac conduce suo figlio Matthew, anch'esso Adepto di Venere, in una baita, sulla sommità dell'altopiano di Goma. Qui il Guerriero di Vale assieme all'amico Garret studia i fenomeni del post-Sole d'Oro. Quando però arrivano i due trovano Garret e l'Adepta di Giove, Karis, figlia di Ivan, che cercano di convincere Terry, figlio di Garret, a non prendere il volo con l'alaplano di Karis. Tutti i loro tentativi sono inutili: Terry decolla ma, come previsto, privo dell'esperienza necessaria a maneggiare l'alaplano, precipita miseramente nella Foresta Oscura. Isaac, Garret, Matthew e Karis si precipitano immediatamente nel punto in cui Terry è precipitato, e lo trovano prigioniero di un Vortice Psinergico. Dopo averlo liberato non senza difficoltà, tornano tutti alla baita. L'alaplano è ormai distrutto, ma Karis sostiene di poterlo riparare: gli è però necessaria una piuma di Roc, un gigantesco uccello che vive nel Morgal.
Matthew, Terry e Karis partono così alla volta del villaggio dei taglialegna, dove Isaac ha detto loro che troveranno Kraden, suo vecchio amico, che potrebbe aiutarli nel loro compito. Dopo una tappa al villaggio di Brugola, il gruppo raggiunge la destinazione, ma non v'è traccia di Kraden. I tre proseguono così il cammino e raggiungono le rovine di Kompa, un luogo misterioso nei cui sotterranei trovano Kraden e i suoi due allievi, Ricky e Sarya (entrambi Adepti di Mercurio), intenti a studiare un Vortice Psinergico. Prima che il gruppo possa ricongiungersi con gli studiosi, vengono attaccati da alcuni misteriosi soldati, che rapiscono Ricky. I soldati sono guidati da Lho, uno spadaccino, e dall'Arcano, un uomo misterioso. Lho comunica al gruppo che troveranno Ricky deposto in una delle due uscite delle Rovine. Kraden e Sarya vanno così a nord, mentre i tre Adepti a sud, dove incontrano proprio Ricky, che si unisce al loro gruppo.
Dopo essere passati da Reyong, un'antica cittadina, il gruppetto arriva a Valika, un villaggio montano rinomato per i suoi fabbri. Un'antica leggenda dice che qui vi sia un passaggio fra le nuvole, che permetterebbe di raggiungere Biblin, la città in cui Kraden li aspetta. La Forgia Alchemica, la macchina cioè che controlla il passaggio, è rotta. Il gruppo la ripara, ma Kraun, sindaco di Valika, dice che perché si riattivi del tutto è necessaria la Maschera di Sol, custodita nell'Uroboro, un gigantesco labirinto che si estende sotto Kaoocho, una città guerrafondaia. Il gruppo raggiunge Kaoocho, e viene scambiato dall'Imperatore e dalla sua consigliere, lady S, per un gruppo di Adepti loro alleato. L'Imperatore consegna loro una lettera per i suoi generali impegnati nell'assedio di Ayatayu, sempre credendo nella loro fedeltà.
Gli Adepti raggiungono Ayatayu, una città acquatica assediata dagli abitanti di Kaoocho. Dopo aver fatto conoscenza dei due generali che dirigono le operazioni di attacco, vengono incaricati di liberare il tempio, ormai disabitato, da misteriose presenze. Durante l'esplorazione della struttura, però, il gruppo si accorge che gli inquietanti rumori sono prodotti dagli abitanti di Ayatayu, rifugiatisi sotto terra. Gli Adepti riescono ad entrare nella città sotterranea, e conoscono re Niran e suo nipote, Jao. Mentre parlano con il sovrano, scoprono che Jao altri non è che il figlio di Alex, un misterioso Adepto che anni fa diede non pochi guai ai Guerrieri di Vale. Dopo aver sconfitto il Re delle Sabbie ed aver recuperato una psinergia che permette di inaridire pozze d'acqua, gli Adepti, aiutati da Jao, entrano nel tempio al centro di Ayatayu e ottengono la psinergia Visione, che si piazza su Jao. Forte di questo potere, il ragazzo decide di lasciare la città per unirsi agli Adepti. Usciti dalla città sotterranea, però, gli Adepti sono attaccati dai generali, che hanno capito che i giovani non sono lì per aiutarli. Dopo una dura lotta, i due soldati soccombono, e gli Adepti tornano a Kaoocho, entrano nell'Uroboro e trovano la Maschera di Sol. Il gruppo si dirige così a Valika, e riattiva, finalmente, la Forgia Alchemica. Il passaggio ora è aperto.

Dopo aver superato le insidie del Monte Spezzato, il gruppo raggiunge Tepe, un villaggio immerso nella neve.

## Personaggi
- Matthew: figlio di Isaac e Jenna, è un Adepto di Venere ed è il personaggio principale. È "muto", come successe con Isaac nel primo capitolo della serie.
- Terry: figlio di Garet e miglior amico di Matthew, è un Adepto di Marte. È un gran combinaguai, proprio per "colpa" sua inizierà l'avventura.
- Karis: figlia di Ivan, è un Adepto di Vento e fa spesso visita a Matthew e Terry.
- Ricky: figlio di Mia, è un Adepto d'Acqua, studia alchimia insieme a Kraden.
- Eoleo: figlio di Briggs e Chaucha (L'era perduta) è un Adepto di Marte ed è diventato il Capo di Champa.
- Jao: è un adepto d'Acqua ed è il principe di Ayatayu. Non sa chi è suo padre, si pensa Alex (infatti, durante l'incontro con l'albero Tret, quest'ultimo legge la stessa aura di Ricky e Mia).
- Aryuna: è un Adepto di Vento e fa parte degli "uomini-bestia" a causa del Sole d'Oro.
- Himi: è un Adepto di Terra ed è figlia di Susa e Kushinada (L'era perduta). Possiede poteri particolari.
- Lho: proveniente da una nazione militare di nome Tuaparang, Lho è molto abile con la spada e sarà uno degli antagonisti del gioco. È un Adepto dell'Oscurità.
- Char: Anch'essa proveniente da Tuaparang, sfrutta la sua bellezza a proprio vantaggio ed è una persona "strana". Come Lho, anche lei è un Adepto dell'Oscurità.
- L'Arcano: I Guerrieri di Vale conoscono molto bene questa persona, ma la sua vera identità resta avvolta nel mistero fino alle ultime battute del gioco.Infatti, alla fine si scoprirà essere Alex, il cugino di Mia (una dei Guerrieri di Vale), madre di Ricky.

### Vecchi personaggi
Grazie all'enciclopedia sappiamo che fine hanno fatto alcuni personaggi dei due capitoli precedenti. Ivan e Jenna vivono a Kalay, Felix ha lasciato i "Guerrieri di Vale" e nessuno sa dove sia andato, Piers viaggia con la sua nave Lemuriana, Mia è tornata ad Imil, nessuna notizia riguardo a Sara. Non comparirà nessuno di loro nel gioco (solo Isaac, Garet e Kraden).
Per quanto riguarda i personaggi secondari, saranno nuovamente presenti Nyunpa, del Tempio di Fuchin, Susa e Kushinada di Izumo, Briggs di Champa e suo figlio Eoleo.

## Modalità di gioco
Dai trailer mostrati dalla Nintendo, il gioco acquista la terza dimensione, mantenendo però la sua caratteristica della rotazione delle parti nelle battaglie: ritornano le creature elementali e molte delle evocazioni dei precedenti Golden Sun.

### Novità
Questo nuovo capitolo include alcune novità:
- Sarà presente una vasta enciclopedia che servirà a "rispolverare" la mente dei giocatori più anziani o raccontare la storia del Sole d'Oro (Golden Sun Saga) a chiunque si avvicini per la prima volta al titolo.
- In giro per il mondo di Weyard si troveranno vari libri chiamati "Sol Saga" che riassumeranno tutto ciò che è successo nei primi due capitoli con una grafica in stile cartoon.
- Sono presenti 72 Djinn, ognuno con la sua scheda, il suo sprite e la sua rappresentazione grafica.
- Ci sono più classi (arrivano sino a più di 100).
- Nuove emoticon per i dialoghi.